# Bukit Sangkapane
Bukit Sangkapane är ett berg i Indonesien.   Det ligger i provinsen Aceh, i den västra delen av landet, 1 500 km nordväst om huvudstaden Jakarta. Toppen på Bukit Sangkapane är 789 meter över havet, eller 66 meter över den omgivande terrängen. Bredden vid basen är 1,4 km.
Terrängen runt Bukit Sangkapane är kuperad åt sydväst, men åt nordost är den platt.Runt Bukit Sangkapane är det ganska tätbefolkat, med 62 invånare per kvadratkilometer. I omgivningarna runt Bukit Sangkapane växer i huvudsak städsegrön lövskog.